# Denkanikottai
Denkanikottai is een panchayatdorp in het district Krishnagiri van de Indiase staat Tamil Nadu. 

## Demografie
Volgens de Indiase volkstelling van 2001 wonen er 19.331 mensen in Denkanikottai, waarvan 52% mannelijk en 48% vrouwelijk is. De plaats heeft een alfabetiseringsgraad van 63%. 